# Olimpiady Specjalne
Olimpiady Specjalne – organizacja, której celem jest wspomaganie rozwoju osób z niepełnosprawnością intelektualną poprzez zapewnienie im udziału w treningach i współzawodnictwie sportowym. Drugim, równie ważnym celem jest zwiększenie świadomości społecznej poprzez szerzenie wiedzy na temat możliwości osób z tą formą niepełnosprawności.

## Filozofia Olimpiad Specjalnych
Olimpiady Specjalne zostały stworzone w przekonaniu, że osoby z niepełnosprawnością intelektualną, potrafią przy odpowiedniej zachęcie i instrukcji trenować, cieszyć się i czerpać korzyści z uczestnictwa w sportach indywidualnych i zespołowych dostosowanych,  jeśli  to niezbędne,  do ich potrzeb i możliwości.
Mottem każdego zawodnika Olimpiad Specjalnych są słowa przysięgi olimpijskiej wypowiadane w trakcie ceremonii otwarcia zawodów sportowych:

Pragnę zwyciężyć, lecz jeśli nie będę mógł zwyciężyć, niech będę dzielny w swym wysiłku.

## Olimpiady Specjalne Polska

### Misja
Olimpiady Specjalne Polska to sportowa organizacja pożytku publicznego działająca na rzecz osób z niepełnosprawnością intelektualną.

### Władze stowarzyszenia

#### Komitet Krajowy 2018–2022
Prezes Stowarzyszenia: Anna Lewandowska
Wiceprezes ds. Organizacji: Grzegorz Kurkowski
Wiceprezes  ds. Finansów: Dariusz Wosz
Wiceprezes ds. Sportu: Elżbieta Madejska
Członek – Zawodnik: Halina Andrzejak
Członek – Rodzic: Anna Kozak-Zapała
Członkowie Komitetu Krajowego:
- Maciej Michalski
- Marek Szafarz
- Jacek Jamroz
- Piotr Iszczek
- Andrzej Myśliwiec
- Maria Ptak
- Róża Banasik-Zarańska

Doradca Komitetu Krajowego ds. wizerunku i komunikacji
- Damian Kuraś

#### Główna Komisja Rewizyjna
- Jadwiga Korzeniowska

- Jacek Matera

- Piotr Grzelak

#### Komitet Wykonawczy
Dyrektor Generalny: Joanna Styczeń-Lasocka
Główny Księgowy: Małgorzata Inowolska-Gniado
Dyrektor ds. Sportu: Małgorzata Strzałkowska

#### Członkowie Komitetu Wykonawczego
- Krzysztof Gąsłowski

- Tomasz Jasion

Prezes Honorowy Stowarzyszenia Olimpiady Specjalne Polska: Katarzyna Frank-Niemczycka

### Historia
- 1983 – honorowy udział reprezentacji Polski w VI Światowych Igrzyskach Olimpiad Specjalnych w Baton Rouge (Louisiana, USA) na zaproszenie Eunice Kennedy Shriver (4 zawodników z niepełnosprawnością intelektualną z Polski)
- 1985 – powstanie Ogólnopolskiego Komitetu Olimpiad Specjalnych przy Związku Głównym Towarzystwa Przyjaciół Dzieci
- 1985 – otrzymanie akredytacji przy Special Olympics International
- 1990 – założenie Stowarzyszenia Sportowego dla Osób Upośledzonych Umysłowo – Olimpiady Specjalne – Polska
- 1990 – Olimpiady Specjalne Polska przyjęte w poczet członków Polskiego Komitetu Olimpijskiego.
- 1999 – Walny Zjazd Stowarzyszenia – zatwierdzenie nowej struktury organizacji (18 oddziałów regionalnych), przyjęcie nazwy Olimpiady Specjalne Polska
- 2005 – Uzyskanie przez Olimpiady Specjalne Polska statusu organizacji pożytku publicznego.
- 2010 – organizacja Europejskich Letnich Igrzysk Olimpiad Specjalnych w Warszawie.

### Osiągnięcia

#### Światowe Letnie Igrzyska Olimpiad Specjalnych
| Rok  | Miejscowość                   | Medale      | Medale      | Medale      | Medale      |
| Rok  | Miejscowość                   | Złote       | Srebrne     | Brązowe     | Razem       |
| ---- | ----------------------------- | ----------- | ----------- | ----------- | ----------- |
| 1987 | Notre Dame i South Bend       | brak danych | brak danych | brak danych | brak danych |
| 1991 | Minneapolis i Saint Paul      | brak danych | brak danych | brak danych | brak danych |
| 1995 | New Haven                     | brak danych | brak danych | brak danych | brak danych |
| 1999 | Chapel Hill, Durham i Raleigh | brak danych | brak danych | brak danych | brak danych |
| 2003 | Dublin                        | brak danych | brak danych | brak danych | brak danych |
| 2007 | Szanghaj                      | brak danych | brak danych | brak danych | brak danych |
| 2011 | Ateny                         | 29          | 30          | 28          | 87          |
| 2015 | Los Angeles                   | 29          | 18          | 19          | 66          |
| 2019 | Abu Zabi                      | 30          | 21          | 18          | 69          |
| 2023 | Berlin                        | 15          | 26          | 16          | 57          |

#### Światowe Zimowe Igrzyska Olimpiad Specjalnych
| Rok  | Miejscowość           | Medale      | Medale      | Medale      | Medale      |
| Rok  | Miejscowość           | Złote       | Srebrne     | Brązowe     | Razem       |
| ---- | --------------------- | ----------- | ----------- | ----------- | ----------- |
| 1985 | Park City             | brak danych | brak danych | brak danych | brak danych |
| 1989 | Lake Tahoe i Reno     | brak danych | brak danych | brak danych | brak danych |
| 1993 | Salzburg i Schladming | brak danych | brak danych | brak danych | brak danych |
| 1997 | Collingwood i Toronto | brak danych | brak danych | brak danych | brak danych |
| 2001 | Anchorage             | brak danych | brak danych | brak danych | brak danych |
| 2005 | Nagano                | brak danych | brak danych | brak danych | brak danych |
| 2009 | Boise                 |             |             |             | 47          |
| 2013 | Pyeongchang           | 19          | 17          | 10          | 46          |
| 2017 | Graz i Schladming     | 10          | 15          | 14          | 39          |